# Carlos Kaspar
Carlos Germán Kaspar (19 de enero de 1965) es un actor, director y dramaturgo argentino, además de traductor en idioma alemán.

## Vida
Hijo y nieto de alemanes, desde pequeño se interesó por la actuación. En el colegio secundario Instituto Ballester hizo teatro, y junto con unos amigos formó un grupo, que él dirigía. Más tarde cursó estudios formales con Guillermo Battaglia, Alberto Rodríguez Muñoz y Jaime Kogan.

## Obra

### Como director
- 2008 - La Historia del Diablo en Pampa Guacha de Carlos Kaspar, Auditorio Bauen Hotel.
- 2009 - Madre Coraje y sus hijos de Bertolt Brecht, adaptación de Carlos Kaspar. Grupo La Yunta. Teatro Plaza de San Martín.
- 2009 - Los Hermanos Ambrosetti en busca del Mikilo de Kaspar – Baudino. De gira por distintas ciudades de la Provincia de Bs. As. Con el programa "Chocolate Cultura" de la Secretaría de Cultura de la Nación.
- 2010 - El Gigante Amapolas y sus fabulosos enemigos de J. B. Alberdi con el grupo "Patriotas", Museo "Quinta Pueyrredón", San Isidro.
- 2010 - La Conmemoración de Sergio Bastieri. Grupo La Yunta. Teatro Plaza de San Martín.
- 2011 - Chicos católicos de Juan Paya. Teatro el cubo.
- 2019 - Él en mi cuerpo de Casper Esposito y Belén Gomensoro. Teatro Buenos Aires.

### Como actor

#### Televisión
- 2025 - Menem - Prime Video
- 2019 - Secreto bien guardado - Cine.ar
- 2015 - 4 reinas - TV Pública
- 2015 - Esperanza mía - El Trece
- 2013 - Taxxi, Amores Cruzados - Telefe
- 2013 - Qitapenas - Telefe
- 2011 - Peter Punk - Disney XD
- 2011 - Víndica - América TV
- 2011 - Los Únicos - El Trece
- 2010 - Terra ribelle - Rai
- 2008 - Vidas robadas - Telefe
- 2008 - B&B - Telefe
- 2008 - Aquí no hay quien viva - Telefe
- 2007 - El hombre que volvió de la muerte - El Trece
- 2006 - Vientos de agua - El Trece
- 2006 - Al límite - Telefe
- 2006 - Gladiadores de Pompeya - El Nueve
- 2005 - Hombres de honor - El Trece
- 2005-2006 - Casados con hijos - Telefe
- 2004 - El deseo - Telefe
- 2004 - Floricienta - El Trece
- 2003 - Ensayo
- 2003 - Resistiré - Telefe
- 2002 - 099 Central - El Trece
- 2001 - 22, el loco - El Trece
- 2001 - Poné a Francella - Telefe
- 1996 - Chiquititas - Telefe

#### Teatro
- 2008 - Señorita Julia de August Strindberg. Dir. Claudio Ferrari. Teatro del Nudo – Belisario.
- 2008 - Babilonia de Armando Discépolo. Dir. Roberto Mosca. Teatro de la Ribera.
- 2009 - Maderas de Oriente de Carlos Pais. Dir. Joaquín Bonet. Auditorio UOCRA.
- 2010 - Mucho ruido y pocas nueces de W. Shakespeare. Dir. Oscar Barney Finn. Teatro San Martín.
- 2010 - El Dibuk de Salomón Z. Rappaport. Dir. Jacobo Kaufmann Teatro San Martín.
- 2012 - Las brujas de Salem de Arthur Miller. Dir. Marcelo Cosentino. Teatro Broadway.
- 2016 - Poder absoluto de Roger Peña Carulla. Dir. Oscar Barney Finn. Teatro El Tinglado.
- 2025 - Personas, Lugares & Cosas de Duncan Macmillan, dirección: Julio Panno. Teatro Sarmiento.

#### Cine
- 2022 - El paraíso
- 2016 - Nacido para morir
- 2015 - Pájaros negros
- 2014 - Las chicas del 3º
- 2014 - Inevitable
- 2012 - 2/11: Día de los Muertos
- 2012 - El amigo alemán
- 2012 - Ruhm
- 2012 - La cacería
- 2011 - La campana
- 2011 - La última muerte
- 2011 - Encontrarás dragones
- 2010 - Negro Buenos Aires
- 2010 - Vecinos
- 2009 - Horizontal/Vertical
- 2009 - Lucky Luke
- 2009 - Cabeza de pescado
- 2009 - Papá por un día
- 2009 - Una cita, una fiesta y un gato negro
- 2008 - 100% lucha, la película
- 2007 - El niño de barro
- 2007 - The Third Pint
- 2007 - Arizona sur
- 2006 - Ciudad en celo
- 2006 - Doble filo
- 2006 - Cara de queso 'mi primer ghetto'
- 2004 - Rehén TV
- 2004 - Luna de Avellaneda
- 2003 - Testosterone
- 2002 - Dibu 3
- 2002 - Apasionados
- 2002 - Cacería
- 2001 - Te besaré mañana
- 2001 - Chiquititas: Rincón de luz
- 2001 - Sólo por hoy
- 2000 - Papá es un ídolo
- 2000 - Tesoro mío
- 1999 - No muertos
- 1999 - Balada del primer amor (cortometraje)
- 1998 - Vendado y frío
- 1996 - Los duelistas (cortometraje)